# Alfa-fetoproteína
La alfa-fetoproteína (AFP) es una proteína que normalmente sólo se produce en el feto durante su desarrollo. Cuando aparece en adultos, puede servir como un marcador tumoral. Si aparecen niveles elevados de AFP en el líquido amniótico puede ser una indicación de un defecto en el desarrollo del feto. Normalmente se ofrece consejo genético si una prueba rutinaria de AFP resulta positiva.
Los niveles normales de alfa-fetoproteína en el plasma sanguíneo son muy bajos, aunque pueden incrementarse ligeramente durante la gestación. Si los niveles son mayores, puede ser síntoma de un proceso patológico.
Como con todos los marcadores tumorales, la presencia de AFP por sí misma no es un diagnóstico de nada, sin embargo es ciertamente recomendable el poder descartar las enfermedades que pueden incrementar sus niveles. La razón fundamental por la que se usan los marcadores tumorales es para medir el grado de éxito de un tratamiento (p.e. quimioterapia, así si los niveles de AFP van en descenso, es una indicación que el paciente está mejorando.
La vida media de la alfa-fetoproteína es de 5 a 7 días, lo que quiere decir que los niveles deben caer a la mitad cada semana, y alcanzar los niveles normales alrededor de un mes después de suprimir la causa de la elevación.

## AFP elevada en adultos
Los dos casos más importantes que provocan un incremento de la AFP en un adulto son el cáncer de testículo y el carcinoma de células hepáticas (hepatocarcinoma o HCC, un tipo de cáncer de hígado). El carcinoma de células hepáticas a menudo eleva los niveles de AFP de forma espectacular. También en el teratoma. Aparte de esos, la cirrosis hepática, y la hepatitis activa también elevan los niveles de alfa-fetoproteína. Determinadas substancias tóxicas (drogas) también producen la elevación de los niveles de AFP.
La AFP se encuentra normalmente elevada en pacientes afectados por ataxia telangiectasia, en los que la concentración de AFP se eleva normalmente con la edad si bien no suele superar los 400 ng/ml.

## AFP elevada en el líquido amniótico
Cuando se sospecha de alguna anormalidad en el feto, se puede realizar una amniocentesis.
Los niveles de AFP pueden ser ligeramente menores con el síndrome de Down, y frecuentemente son mayores con defectos del tubo neural como la espina bífida.
Un embarazo múltiple, como gemelos o trillizos, también puede ser causa de un incremento de los niveles de AFP.
Embarazo gemelar.

## Malformaciones congénitas
- Defectos del tubo neural.
- Onfalocele.
- Gastrosquisis.
- Teratoma sacrococcígeo.
- Atresias intestinales.
- Insuficiencia placentaria
- Neoplasia benigna

- Datos: Q306076